# Barotrauma
Barotrauma est un jeu vidéo de rôle à défilement horizontal développé par le studio finlandais Undertow Games et édité par Daedalic Entertainment.
Barotrauma se déroule dans un avenir lointain, dans un sous-marin traversant les océans inhospitaliers d'Europe, l'une des lunes de Jupiter. Le joueur est affecté dans le sous-marin et doit vivre avec d'autres membres d'équipage.

## Système de jeu
Barotrauma se déroule en grande partie à l'intérieur de sous-marins immergés sous l'océan d'Europe. Au début de chaque partie, les joueurs se voient attribuer un "travail", qui peut leur donner accès à des compétences et équipements spécialisés. L'équipage du sous-marin se voit confier une mission, qui peut impliquer le transport de marchandises d'un avant-poste à un autre, la chasse de créatures sauvages sous-marines ou la récupération d'artefacts extraterrestres. Les joueurs sont alors libres de leur choix pendant la durée du tour, avec peu, voire aucun, des objectifs supplémentaires fournis par le jeu lui-même.
Divers dangers compromettent fréquemment le voyage du sous-marin, tels que la faune hostile, les épidémies de parasites et les traîtres qui peuvent être contrôlés par d'autres joueurs. L'incompétence des joueurs peut également être une source de catastrophe, car l'équipement mal entretenu (comme les réacteurs nucléaires ou les générateurs d'oxygène) peut rapidement rendre le sous-marin dangereux. La gestion de crise est un thème récurrent dans le jeu instantané, car les joueurs sont implicitement encouragés à utiliser leurs compétences professionnelles pour atténuer et éviter les catastrophes.
Dans le cas où la coque du sous-marin est endommagée, l'eau commencera à inonder l'appareil, ce qui endommagera la structure et gênera considérablement le mouvement du joueur; sans équipement approprié, le joueur pris au piège dans un segment inondé du sous-marin est susceptible de suffoquer, ou dans les zones à forte pression d'eau, d'être écrasé par barotraumatisme. Comme le sous-marin fonctionne comme une protection pour son équipage, l'appareil définitivement endommagé signale souvent la fin de la partie.

## Développement
Le développeur principal Joonas Rikkonen a cité le jeu de rôle en ligne Space Station 13 comme la plus grande source d'inspiration pour créer Barotrauma, privilégiant son gameplay émergent et l'accent mis sur l'interaction humaine. Cependant, il a également critiqué l'interface utilisateur non intuitive de la Station spatiale 13 et divers problèmes techniques. Avec Barotrauma, Rikkonen a cherché à créer un jeu qui "construit sur les bases de SS13" tout en "lissant les bords les plus rugueux". Rikkonen s'est également fortement inspiré de "Pressure", un concept de jeu publié anonymement sur 4chan.
Le développement sur Barotrauma a commencé en 2014, sous le nom de Subsurface. De 2015 à 2018, les versions pré-alpha de Barotrauma ont été librement publiées pour être testées et critiquées. Après la sortie commerciale de 2019, les futures versions de Barotrauma ont été rendues exclusives à Steam, et la version gratuite qui n'est plus prise en charge a été renommée en Barotrauma Legacy.
En 2017, le code source de Barotrauma a été rendu public sous une licence limitée pour faciliter la création de mods de la part de la communauté. Le code source continue d'être mis à jour en parallèle avec la version commerciale.
En 2018, Undertow Games s'est associé à FakeFish Games pour développer conjointement Barotrauma, transformant le projet solo en un projet développé par près d'une douzaine de personnes. Début 2019, Undertow Games a signé Daedalic Entertainment, un éditeur de jeux allemand, pour gérer l'édition et le marketing de Barotrauma.
Barotrauma a été publié en accès anticipé le 5 juin 2019, avec des plans pour une sortie complète à l'automne de la même année.

## Accueil
Barotrauma a été élu "Meilleur jeu hardcore" à Game Connection Europe 2018, où il a également été nommé dans trois autres catégories.